# Кондензација
Кондензација представља фазни прелазак из гасовите фазе у течну одузимањем топлоте (хлађењем) до критичне температуре. Реверзни процес је испаравање Реч се најчешће односи на кружење воде. Такође се може дефинисати као промена стања водене паре у течну воду у контакту са течном или чврстом површином или језгрима кондензације облака у атмосфери. Када се прелаз догоди из гасовите фазе у чврсту фазу, промена се назива депозицијом. Настала течност назива се кондензат. Кондензацију олакшавају честице прашине и јони, који делују као средишта или језгра кондензације.

## Иницијација
Кондензација је покренута стварањем атомских/молекуларних кластера те врсте унутар њене гасовите запремине - попут капи кише или стварања пахуљица снега унутар облака - или на контакту између такве гасовите фазе и течне или чврсте површине. У облацима то могу да катализују протеини који нуклеирају воду, а производе их атмосферски микроби, који су способни да вежу гасовите или течне молекуле воде.

## Кондензација воде у атмосфери
У метеорологији, кондензација воде у атмосфери је појава која настаје када се повећањем количине водене паре у атмосфери постигне засићено стање, те се она кондензује, али само ако постоји погодна површина за кондензацију. У лабораторијским условима без погодне површине за кондензацију постигнута је релативна влажност ваздуха и 500%, а кондензација није наступила. Површина за кондензацију може бити велика, или пак микроскопски мала. Почетак кондензације назива се нуклеација, а честице на којима кондензација започиње језгра кондензације. Ако до кондензације долази у атмосфери, на површини водене капљице, реч је о хомогеној нуклеацији, док хетерогена нуклеација настаје на површини других честица. Практично је у атмосфери важна само хетерогена нуклеација. Најважнија језгра кондензације су сићушне честице различитих соли, које долазе у атмосферу испаравањем морске воде, и честице настале изгарањем, као на пример оксиди сумпора и азота. Те су честице врло мале (пречник им је често мањи од десетинке микрометра), али су врло хигроскопне, те се на њима хватају први кондензати. Због њих водена пара може у атмосфери бити тек незнатно презасићена, тј. релативна влажност може досегнути тек коју десетинку постотка више од 100%. У атмосфери се језгра кондензације налазе посвуда: више их је у индустријским средиштима (до неколико милиона у 1  ваздуха), мање у ретко насељеним подручјима (десетак хиљада у 1 cm³ ваздуха).
Водена се пара кондензује на језграма кондензације чим се атмосфера охлади испод росишта, што се догађа додиром ваздуха с хладнијим телом, динамичким хлађењем ваздуха због снижења притискаа, хлађењем због мешања са ваздухом ниже температуре, хлађењем због зрачења. Првим процесом настају на тлу роса и мраз. Динамичким хлађењем и хлађењем због мешања са ваздухом ниже температуре настају облаци и магла, а хлађењем због зрачења настаје радијацијска магла. Динамичко хлађење настаје дизањем ваздуха на атмосферским фронтовима, у конвекцијским облацима и приликом прелаза ваздушних струја преко планина. У атмосфери с малом количином водене паре кондензација настаје и на температурама нижима од ледишта; до температуре –10 ° кондензација се претежно појављује у облику потхлађених капљица. Да би сублимацијом настали ледени кристалићи, потребне су посебна језгра сублимације.

### Росиште
Росиште је температура при којој ваздух, уз непромењени притисак и непромењену количину водене паре, постаје засићен воденом паром. Хлађењем ваздуха испод росишта вишак водене паре у ваздуху прелази у текуће или чврсто агрегатно стање (роса или мраз), што зависи од температуре ваздуха. С обзиром на то да су промене притиска ваздуха уз тло релативно мале, росиште је добар показатељ стварног удела водене паре: високе вредности росишта значе висок удео влаге у ваздуху. Росиште се најчешће одређује психрометром.

### Роса
Роса је падавина у облику водених капљица које настају директно из водене паре, на охлађеном тлу и предметима близу тла, када температура ваздуха падне испод росишта. Настаје у предвечерје и ноћу, за ведра и мирна времена, када тло исијавањем губи топлоту, а нестаје након изласка Сунца.

### Мраз
Мраз су кристалићи леда који се у облику љусака, иглица, пера или лепеза хватају на изложеним површинама за време ведрих ноћи без ветра при температури ваздуха нижој од 0 °. Настају директним прелазом водене паре из слоја ваздуха непосредно изнад површине тла у лед (депозицијом). Мраз се у неким подручјима назива слана. Слична појава је иње.

### Облаци
Облаци су видљиве накупине водених капљица, ледених кристала или смесе капљица и кристала, које лебде у атмосфери. Настају кад се ваздух засити воденом паром, што се може догодити због повећања количине водене паре у ваздуху или због смањења температуре ваздуха испод температуре росишта. У облацима се могу налазити и веће честице леда, те и честице које потичу од загађења што га стварају индустрија и саобраћај (аеросоли). Пречник водених капљица је неколико микрометара, а ледених кристала од неколико десетака микрометара до неколико милиметара. Облаци се разликују од магле по томе што се налазе високо изнад тла. Важна је њихова улога у енергетском стању атмосфере: распршују, апсорбирају и реемитирају топлотно зрачење са Земље и Сунца и тако онемогућавају нагло загрејавање или хлађење тла и ваздуха, кондензацијом водене паре ослобађају латентну топлоту, а падавинским процесима враћају воду на тло. Конвективни облаци (кумулус, кумулонимбус и алтокумулус кастеланус) настају када се окомитим струјањем подиже топлији влажни ваздух у више и хладније делове атмосфере где се водена пара кондензује.

## Топлота кондензације
Код проучавања водене паре, познато је да се гасовито тело може кондензовати само ако дође у стање суво засићене паре. Хлађење суво засићене паре обично се спроводи такозваним противструјањем. Кроз ширу цев струји хладна вода у смеру, супротном од смера струјања паре у унутрашњој цеви. При таквом струјању постиже се да се увек најхладнија пара састаје с најхладнијом водом. Због таквог хлађења долази до кондензације паре. При кондензацији се ослобађа она топлота коју је пара примила приликом испаравања течности. Та се ослобођена топлоте зове топлота кондензације. Топлота кондензације је према томе једнака топлоти испаравања.

## Примена кондензације

### Парни кондензатор
Парни кондензатор је измењивач топлоте у којем се пара неког медија хлађењем и одвођењем топлоте испаравања, преводи у течно стање (кондензација). Примењује се у процесној индустрији, где на пример служи за кондензирање паре растварача или дестилата, код кондензацијских парних турбина, у расхладним уређајима и слично. Топлота се обично одводи расхладном водом или ваздухом. Основне су изведбе: површински кондензатор, где су расхладни и кондензујући медији раздвојени зидом, и кондензатор мешања, у којем се размена топлоте остварује њиховим директним додиром, те кондензат излази из кондензатора помешан с расхладним медијем.

### Психрометрија
Психрометрија је појам који описује поље технике које проучава одређивање физичких и термодинамичких својстава смесе ваздуха и водене паре. Реч долази од грчких речи psihron, што значи хладно и речи метрон, што значи мерење. Ваздух је смеша гасова и водене паре. Удео или количина појединих гасова у ваздуху је практично константна, док се удео водене паре у ваздуху мења. За проучавање кондиционирања ваздуха, погодно је све гасове у ваздуху сматрати једном компонентом, а водену пару као промјењиву величину – другом компонентом. Прва компонента (смеша гасова у ваздуху) назива се суви ваздух, а друга, која се налази у парном стању је водена пара. Ваздух у којем има водене паре се назива влажни ваздух или само ваздух. Иако се психрометрија може применити за било који систем који има смешу гаса и паре, највише се проучава смеша ваздуха и водене паре, и то за грејање, вентилацију и климатизацију, те за метеорологију. Осећај угоде није само резултат температуре и ваздуха који нас окружује, него зависи и од влажности ваздуха, јер се хладимо знојењем.

### Дестилација течности
Дестилација течности је сепарацијски поступак којим се испаравањем, а затим утечњавањем (кондензовањем) прочишћавају течности (на пример дестилација воде) или раздвајају састојци смесе течности (нпр. дестилација нафте). Широка лабораторијска и индустријска примена дестилације условила је развој различитих поступака и дестилацијских уређаја, од лабораторијских стаклених апаратура до индустријских металних изведби, с колонама којима се пречник мери метрима, а висина десецима метара. Дестилирати се могу при повишеном, атмосферском или сниженом притиску, прекидано (дисконтинуирано, шаржно) или непрекидано (континуирано), с претоком (рефлуксом, флегмом – повратним током дела кондензиране паре који тече од врха колоне према дну) или без претока.

### Маглена комора
Вилсонова комора (по шкотском физичару Чарлсу Томсон Рис Вилсону) је први уређај којим се могла опазити стаза наелектрисаних честица, посебно алфа честица и електрона емитованих из радиоактивних материјала. У основи је то посуда испуњена смешом ваздуха и водене паре, у којој се брзим повећањем њене запремине помоћу покретне мембране и клипа, због пада притиска и температуре, постиже презасићеност ваздуха воденом паром, при чем долази до кондензације водене паре дуж стазе наелектрисане честице. Проласком кроз комору, наелектрисана честица изазива јонизацију молекула ваздуха, који тако постају средишта кондензације. На том основном начелу развијена је маглена комора и комора на мехуриће.

### Топлотни мост
Топлотни мост је мање подручје у овојници зграде (обично фасада), кроз које је топлотни ток повећан ради промене материјала, дебљине или геометрије грађевног дела. Постављањем изолације на овојници куће (зидови, кров, под) изолира се и већина топлотних мостова. Изолацијом топлотних мостова избегава се и кондензација на појединим деловима конструкције.